# نووو لسکی
نووو لسکی (به بلغاری: Novo Leski) یک منطقهٔ مسکونی در بلغارستان است که در شهرستان هاجیدیموفو واقع شده‌است.